# سكوت ديمور
سكوت فرانسيس ديمور (بالإنجليزية: Scott Francis D'Amore) (من مواليد 8 أغسطس 1972) هو مصارع كندي محترف، ومدير، ومروج مباريات، وكاتب قصص في مصارع المحترفين، ورائد أعمال. يشغل ديمور حاليًا منصب نائب الرئيس التنفيذي المشارك في شركة إمباكت ريسلينغ (تي إن إيه سابقًا)، حيث عمل فيها أيضًا من 2003-2010 كمدير على الشاشة. كما أنه يملك ويكتب قصص منظمة بوردر سيتي ريسلينغ وبرايم تايم ريسلينغ.

## المسيرة في مصارعة المحترفين

### المسيرة المبكرة (1991–1996)
بدأ ديمور يتدرب على مصارعة المحترفين مع دوغ شفلير وعمره 19 سنة في العام 1991. ظهوره الأول كان في 14 يونيو 1992 حينما فاز على أوتيس أبولو في أمهيرستبارج. في العام 1993، خضع ديمور لمزيد من التدريب على يد «آيريش» ميكي دويل وديني كاس وآل سنو. تصارع ديمور في منظمة ورلد تشامبيونشيب ريسلينغ (دبليو سي دبليو) ومنظمة وورلد ريسلينغ فيدرايشن كجوبر من يونيو 1993 حتى بدايات العام 1996. وعندما كان يتصارع في دبليو سي دبليو، كان ديمور يتدرب في كثير من الأحيان في دبليو سي دبليو بور بلانت.
عمل ديمور في عدة منظمات مصارعة المحترفين المستقلة. في العام 1995، تجول ديمور في ألمانيا مع منظمة وورلد كب أوف ريسلينغ. في عام 1996، قام بجولة في اليابان مع منظمة ريسل أسوسيايشن آر وتجول في إنجلترا مع منظمة إنغليش ريسلينغ فيدرايشن. في وقت لاحق من ذلك العام، كون ديمور - تحت اسم سكوت هنتر -
فريقًا ثنائيًا مع ديف كلارك حيث كان الثنائي يلعبان دور لاعبي هوكي الجليد. في العام 1996 استبدل عصا الهوكي لفترة وجيزة بعصا غولف ومغيرًا اسمه إلى شيب بيردي لاعبًا دور لاعب غولف.
ديمور عمل كاتب قصص في مصارعة المحترفين ومنتج لعدة منظمات مصارعة في أنحاء كندا.

### بوردر سيتي ريسلينغ 1993–2003، 2008–الآن)

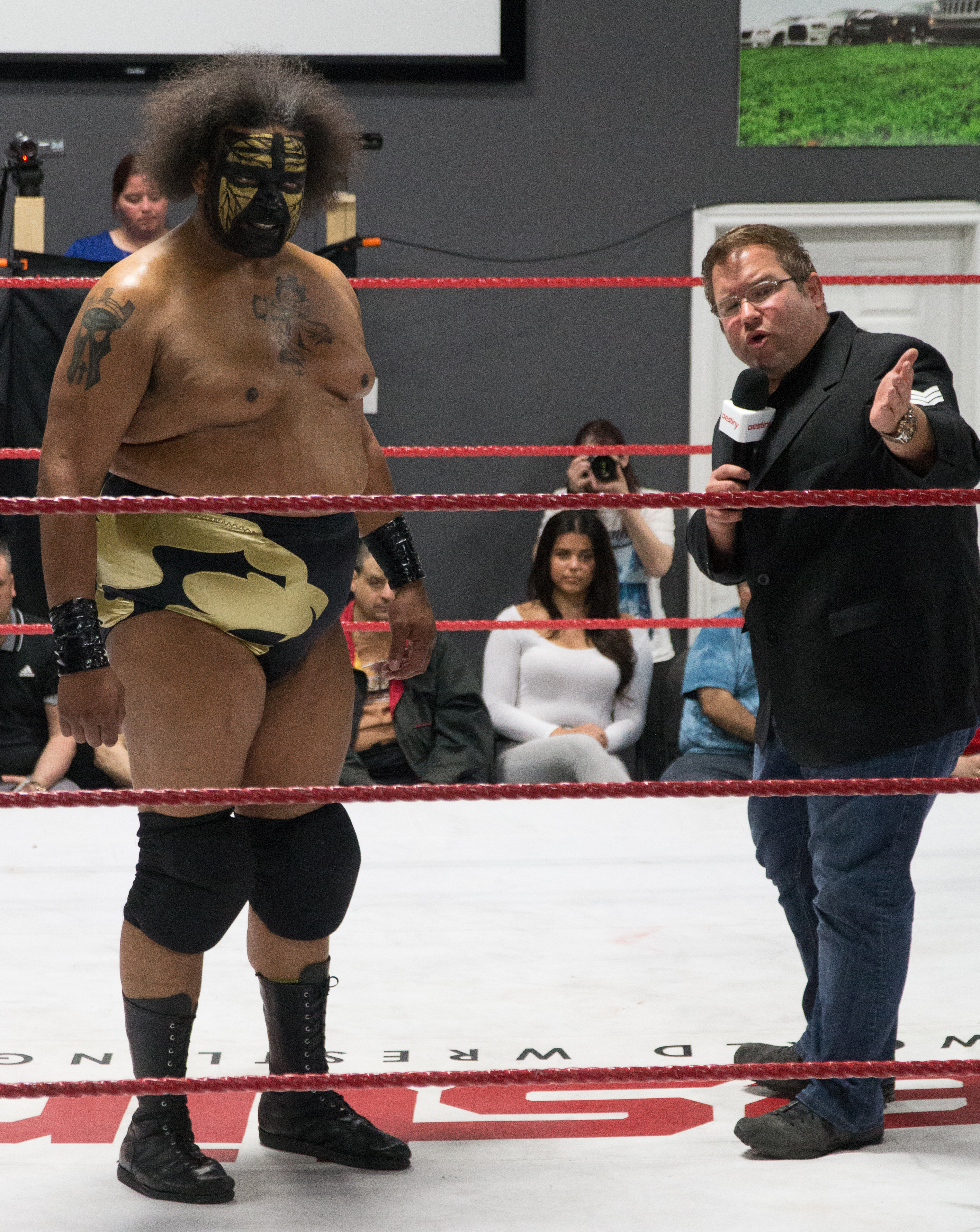
سكوت ديمور (في اليمين) يخاطب المعجبين بينما ينظر المصارع كونقو كونق في مايو 2015

في العام 1994 أسس ديمور منظمة بوردر سيتي ريسلينغ مع دوغ شيلفر وشوك فايدر. وبدأ يكتب السيناريوهات. بعدها، ترك شيلفر المنظمة ثم أصبح ديمور هو مالكها الوحيد عندما استقال فايدر في العام 2000.
في فبراير 2000، شكل ديمور مجموعة اسمها ذا ساينديكت. حيث تعاون مع راينو لهزيمة ديلو بروان. توسعت المجموعة حين ضمت جوني سوينغر، و«المتكبر» أوتس أبولو، وفنتاسي ودون كاليس.
توقت عمليات منظمة بي سي دبليو عن العمل في أواخر العام 2000، قبل أن تعود في بدايات العام 2001، حيث كان أول عرض لها في 7 مارس 2001 شهد العرض ضم مصارعي منظمة إكستريم تشامبيونشيب ريسلينغ تومي دريمر، وجوني سوينغر، وسابو، ومايكي ويبريك، ودون كوليس ونوفا.
إضافة إلى ترويج المباريات والتصارع، افتتح ديمور مدرسة كان-أم لتعليم المصارعة. أصبح ديمور محبوبًا عندما بدأ عداوة مع تلميذه إيه-ون في يناير 2005 بعد أن قاطع إيه-ون حفل قاعة المشاهير.
بعد غياب عن المصارعة منذ 2004–2007، عاد ديمور لإدارة الأحداث مجددا في منظمة بوردر سيتي ريسلينغ في العام 2008.

### توتال نونستوب أكشن ريسلينغ (2003–2010)

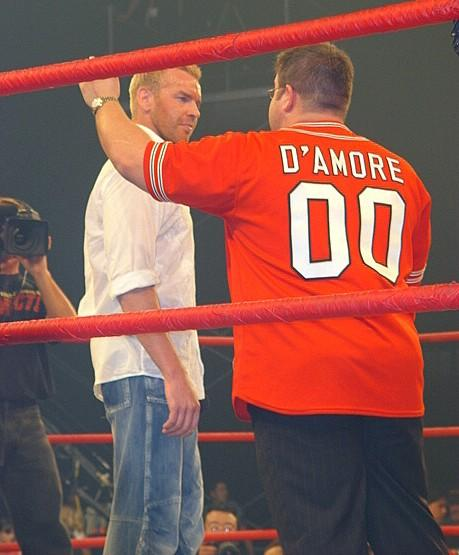
ديمور (بالبدلة الحمراء) يكلم كريستان كايج في حدث جينسيس عام 2005

في العام 2003، بدأ ديمور يعمل مع منظمة توتال نونستوب أكشن ريسلينغ (تي إن إيه) كما جلب تلميذه كريس سابين معه إلى تي إن إيه. في العام 2004، أصبح ديمور يظهر على الشاشة مدربًا لفريق كندا. تدخلاته في مباريات الفريق جعلت المعلق مايك تيناي يسميه «كرة الدهون الكبيرة» و«لحم الخنزير الكندي». قاد فريق ديمور فريق كندا لعدة انتصارات، وعداوة مع جيري لين، وداستي رودز وداستن رودز. كما بدأ العمل في الكواليس كعضو في فريق الإبداع وكمدرب. كما افتتح أكاديمية تي إن إيه مع تيري تايلور.
في 12 ديسمبر 2004، أقام ديمور حفل تكريم اسمه «ليلة من التقدير لسابو» للمصارع سابو الذي أصيب في ظهره إصابة خطرة. عقد الحفل في بيلفيل، ميشيغان وظهر فيه عدة المصارعين من منظمات تي إن إيه وبي سي دبليو وإي سي دبليو.
في مايو 2005، عُين ديمور كرئيس لفريق كتاب السيناريو في تي إن إيه إيه.[بحاجة لمصدر] ونتيجة لزيادة أعباء عمله خارج الشاشة وعدم قدرته على الظهور على الشاشة في وقت واحد، تعرض ديمور لهجوم (سيناريو) من لانس هويت في حدث سلامفيرساري حيث حمله الأطباء على نقالة طبية. قضى فريق كندا أسابيع وهو يتحدث عن حالة ديمور الصحية. ثم عاد ديمور كمسؤول عندما ساعد جيف جاريت في الفوز ببطولة الوزن الثقيل العالمية إن دبليو إيه في منظمته. بعد ذلك، أصبح هو وفريق كندا متعاونون مع مجموعة كوكب جاريت.
في 13 نوفمبر في حدث جينسيس 2005، حاول ديمور أن يضم صديقه القديم كريستان كايج إلى فريق كندا حين قدم له قميصًا كهدية. ولكن في آخر الحدث، عندما خرج فريق كندا ليساعد جيف جاريت على ضرب فريق ثري دي، جاء كريستيان إلى الحلبة وهو يرتدي القميص الذي أهاده إياه ديمور وتحته حلة كابتن كاريزما التي كان يرتديها في الدبليو دبليو أي. وبعد أن عانق ديمور، ضربه كريستيان بحركة أنبرتير ثم شق قميصه وساعد فريق ثري دي على وضع جاريت على طاولة وضرب ديمور.
في مباراة «الكل أو لاشيء» والتي جرت بين 8 مصارعين «أربعة ضد أربعة» في 13 يوليو، لعب ديمور مع فريق كندا ضد جاي ليثل وراينو وفريق ثري دي. كان شرط المباراة هو حل فريق كندا إذا خسر المباراة وهو ما حصل عندما خسر فريق كندا المباراة بعد أن ثبت جاي ليثل ألستار رالفز. بعدها في حدث فيكتوري رود، ودع ديمور أعصاء فريق كندا الأربعة إلى الأبد، لكنه ألقى اللوم على المصارع إريك يونغ قائلًا أنها غلطته. بعدها، غاب ديمور عن الشاشة لسنتين ولم يظهر في تي إن إيه إمباكت! حتى حلقة 19 يونيو 2008، حيث كان يناقش غيل كيم. ثم ظهر ثانية في حلقة 17 يوليو من إمباكت! حيث جلده جيمس ستورم وروبرت روود. في يوليو 2008، انتهى عقد ديمور مع تي إن إيه حيث عاد للعمل في منظمة بوردر سيتي ريسلينغ (بي سي دبليو) لكنه عاد مرة أخرى إلى تي إن إيه في أغسطس كمسؤول لشعبة النوكأوت النسائية. غادر ديمور تي إن إيه مرة ثانية في 3 فبراير 2010 في نفس توقيت أعلانه دمج منظمة بي سي دبليو مع بي إس إي برو لتكوين منظمة ماكسيمم برو ريسلينغ.

### غلوبال فورس ريسلينغ (2014–2017)
في العام 2014، أصبح ديمور نائب رئيس العلاقات الدولية مع منظمة جيف جاريت الجديدة غلوبال فورس ريسلينغ (جي إف دبليو). في 10 أغسطس، ظهر ديمور وجاريت في منظمة نيو جابان برو ريسلينغ (إن جاي بي دبليو)، مشاركًا في حفل توقيع جاريت على اتفاق عمل بين جي إف دبليو وإن جاي بي دبليو.

### العودة إلى إمباكت ريسلينغ (2017–حتى الآن)
بعد شراء إمباكت ريسلينغ، عينت أنثيم سبورتس آند إنترتاينمينت جيف جاريت لتشغيل المنظمة، أعاد جاريت عدة أعضاء سابقين كمسؤولين خلف الكواليس، بما في ذلك داتش مانتل، وبروس بريتشارد وسكوت ديمور. عين جاريت ديمور في منصب نائب الرئيس للعلاقات الدولية الذي كان يعمل فيه في منظمة غلوبال فورس ريسلينغ. ومع ذلك فقد فُصل جاريت من منظمة «إمباكت ريسلينغ» لحادثة حقيقية بسبب سوء السلوك. ثم تولى ديمور دوره كرئيس للإبداع مع إمباكت. في 5 ديسمبر أُعلن أن ديمور ودون كاليس نائبين للرئيس التنفيذي الجديد في إمباكت ريسلينغ.

## الحياة الشخصية
ديمور يحمل شهادة في دراسات التواصل من جامعة وندسور. هو مالك مطعم شوتس آند سلايس في تيكومسه بأونتاريو وحانة جنوب ديترويت في وندسور بأونتاريو. أيضًا، عائلته تمتلك ديمور للبناء في وندسور بأونتاريو.

## في المصارعة
- الحركة القاضية
  - ديموراليز (ساموان درايفر)
  - كينيدين ديستروير (فلب بايلدايفر)
  - مونسولت
- حركات معروف بها
  - فيشرمان درايفر
  - جيرمان سوبليكس
  - دبل أندرهوك بأكبريكر
  - إنفيرتد سوبليكس (عكس سوبليكس)
- مصارعون أدارهم
  - إيه-ون
  - جوني ديفاين
  - جيف جاريت
  - راينو
  - تايسون دوكس
  - إيريك يونغ
  - بيتي ويامز
  - روفي سلفرستاين
  - بوبي روود
  - كواباتا
  - كونراد كينيدي الثالث
  - تيدي هارت
  - جاك إيفاس
- مصارعون دربهم
  - إيه-ون
  - أليكس شيلي
  - امزينغ إن8
  - بوبي ليلز
  - براد مارتين
  - بيتي ويليامز
  - بيلي ستريت مان
  - تايسون دوكس
  - جيمي دي
  - راينو
  - كريس سابين
  - كريستي هيمي
  - كونراد كينيدي الثالث
  - كريس كلونتز
  - كريس هولير
  - سكول جانز
  - غوتير
  - فرانكو ديماركو

## بطولات وجوائز
- بوردر سيتي ريسلينغ
  - بطولة الوزن الثقيل بي سي دبليو كان-أم (خمس مرات)
  - بطولة الفرق الثنائية بي سي دبليو كان-أم (مرة) – مع بوبي كلنسي

- أليت ريسلينغ فيدرايشن
  - بطولة الفرق الثنائية أي دبليو إف (مرة) – مع جوني سوينغر

- ميتشغان تشامبيونشيب ريسلينغ
  - بطولة الوزن الثقيل إم سي دبليو كان-أم (مرة)

- ألتميت تشامبيونشيب ريسلينغ
  - بطولة الوزن الثقيل يو سي دبليو (مرة)

- وورلد ريسلينغ سوبرستارز
  - بطولة الوزن الثقيل دبليو دبليو إس (مرة)

- ميدويست ترتوريل ريسلينغ
  - بطولة الفرق الثنائية (مرة) – مع أوتيس أبولو

- غراند بريكس ريسلينغ
  - بطولة الفرق الثنائية غراند بريكس (مرة)

## وصلات خارجية
- سكوت ديمور على موقع IMDb (الإنجليزية)
- سكوت ديمور على موقع CageMatch worker (الإنجليزية)
- سكوت ديمور على موقع قاعدة بيانات المصارعة على الإنترنت (الإنجليزية)
- سكوت ديمور على موقع عالم المصارعة على الإنترنت (الإنجليزية)
- سكوت ديمور على موقع عالم المصارعة على الإنترنت (الإنجليزية)

- الموقع منظمة بوردر سيتي ريسلينغ الرسمي
- سكوت ديمور في سلام! سبورتس